# Valois

Karte des Valois

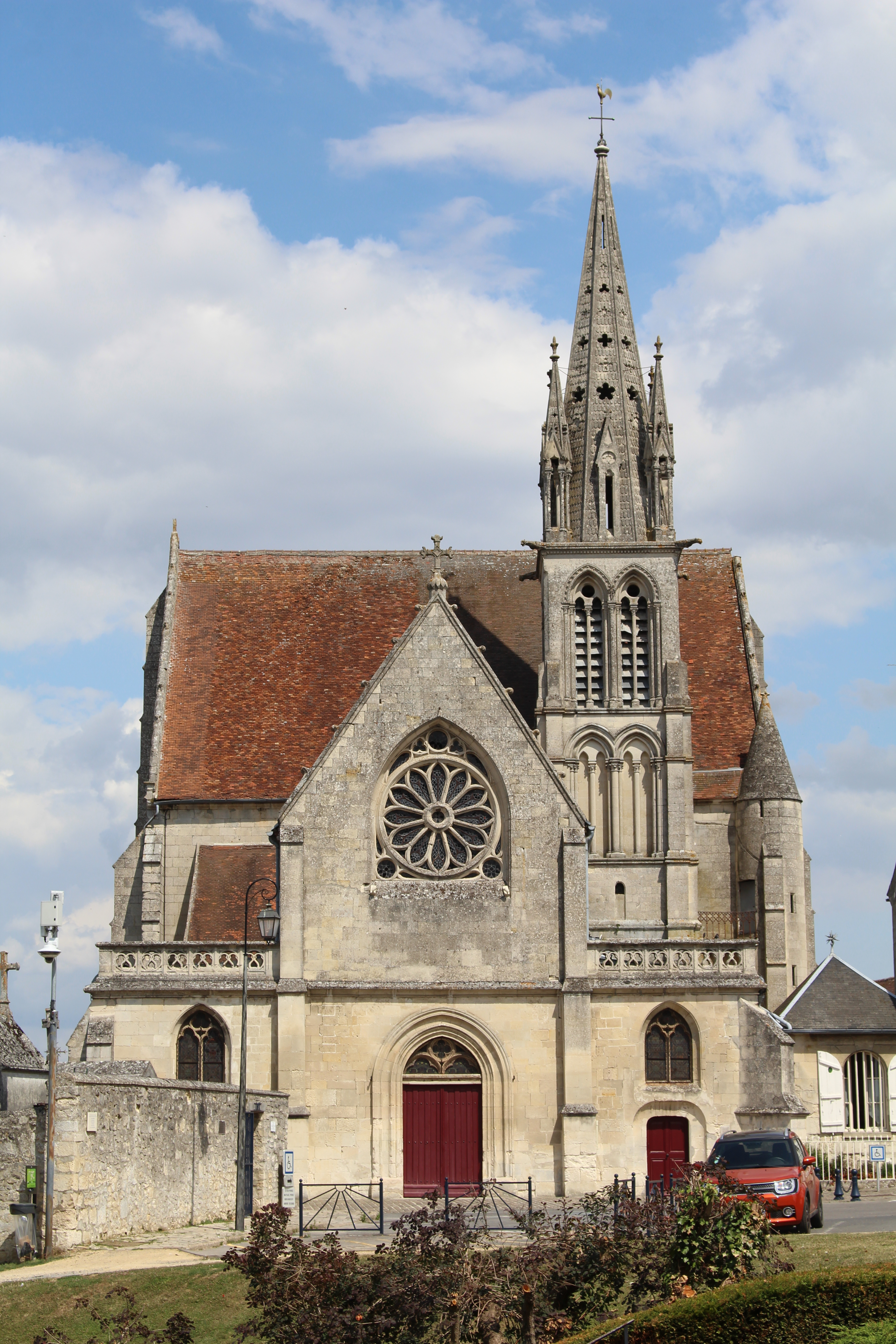
Kirche im Hauptort Crépy-en-Valois

Das Valois ist eine Landschaft in Nordfrankreich. Sie liegt in der Region Hauts-de-France und im Département Oise – daher auch der Name Valois von Val d’Oise, Tal der Oise. Der größte Ort im Valois ist Crépy-en-Valois.
Im Frühmittelalter bildete das Valois die Grafschaft Crépy, deren Bezeichnung erst im Lauf der Zeit auf Grafschaft Valois überging. Mit Graf Karl I. († 1328) und seinen Nachkommen wurde Valois zum Namen einer jüngeren Linie der Kapetinger, des Hauses Valois, das mit Philipp VI. 1328 den französischen Thron bestieg und über die Nebenlinien Haus Valois-Orléans und Haus Valois-Angoulême bis zum Tod des Königs Heinrich III. 1589 regierte. Das Valois bildete seit dieser Zeit bis zur Einrichtung der Départements während der Französischen Revolution eine der historischen Provinzen Frankreichs.
Der Gemeindeverband Communauté de communes du Pays de Valois wählte diese Landschaft für ihren Namen. 
Die französische Partei Parti radical valoisien bekam ihren Namenszusatz hingegen von ihrer Pariser Anschrift (Place de Valois).
Koordinaten: 49° 14′ N, 2° 53′ O